# Sébékoro
Sébékoro is een gemeente (commune) in de regio Kayes in Mali. De gemeente telt 32.800 inwoners (2009).
De gemeente bestaat uit de volgende plaatsen:
- Badinko
- Ballamboudou
- Banconi
- Bangassi
- Djeguila
- Farala
- Kokolon
- Kounsala
- Lebada
- M’Gamou
- Maréna
- Sangarebougou
- Sebekoro
- Sorotabougou
- Sounty
- Trofladji